# コルネリウ・コドレアヌ
コルネリウ・コドレアヌ（Corneliu Zelea Codreanu；1899年9月13日 - 1938年11月30日）は、ルーマニアの政治家。20世紀前半のファシスト組織、鉄衛団の指導者。

## 生涯

### 若年期
コルネリウ・コドレアヌはヴァスルイ県の地方都市フシ（Huși）で、イオン・ゼレア・コドレアヌとエリザベス（旧姓ブルンネル）の間に生まれた。イオン・ゼレア・コドレアヌがウクライナまたはポーランド出身のスラブ人で、エリザベスはドイツ人だった。父親は教師でルーマニア民族主義者であったが、後に息子の運動の中で政治的な役割を果たすことになる。
1916年、ルーマニアが連合国側として第一次世界大戦に参戦したとき、コドレアヌは徴兵には若すぎたが、入隊してその後の戦いに参加した。バカウの軍事学校での教育は、ルーマニアが戦争に直接関与したのと同じ年に終了している。1919年、ヤシに移ったコドレアヌは、モルダヴィアにおけるボルシェヴィキの扇動の影響を目の当たりにし、特にルーマニアが10月革命で主要な同盟国を失い、1918年のブカレスト条約に署名せざるを得なくなった後、共産主義を新たな敵として見出した。また新たに設立されたコミンテルンはルーマニアの戦間国境に激しく反対した。
ブカレストでの社会党暴動の弾圧（1918年12月）を受けてボルシェビキの存在は全体的に減少したが、ヤシやその他のモルダヴィアの都市や町では比較的強く残っていた。その中で、1918年にルーマニアと統合した最東端のベッサラビア地方は特にボルシェビキの影響を受けやすいとコドレアヌらは考えていた。 コドレアヌは父親から反ユダヤ主義を学んだが、ユダヤ人はとりわけソ連の根源的なエージェントだと考え、反共産主義に結びつけていた。
コドレアヌの幼少期から晩年までのヒーローはシュテファン大公であった。女たらしのシュテファンの性的能力の周りに膨大な伝説が作られ、彼はあらゆる社会階層の女性から数千とは言わないまでも数百の子供をもうけることによって男として、支配者として偉大さを証明したが、ルーマニアの歴史家のMaria Bucurの観察によると、シュテファンの人生の側面は「決して彼に不利にはならず、むしろ彼の偉大さの証拠として逸話に使われた」のだ。伝統的な東方正教会の価値観を維持することの重要性を公の場で激しく主張したにもかかわらず、多くの女性から非常に魅力的だと思われていたカリスマ的なコドレアヌは、しばしば女性に関して彼のロールモデルのシュテファン大公に倣った。ある畏敬の念を抱く女性信者は「隊長（コドレアヌ）は善の世界から来た、光の王子...中世の騎士、殉教者、英雄」と書いている。　コドレアヌの女性信者は一貫して彼をルーマニアを救うために来た強烈なロマンと気高い「ホワイトナイト」像として賞賛している。

### 政治家の道へ
コドレアヌはヤシで法律を学び、そこで政治家としてのキャリアをスタートさせた。父と同じくA.C.クーザと親交を深めた。コドレアヌは、ボルシェビキの暴動を恐れて、自ら産業労働者への働きかけを行うようになった。当時、クザはユダヤ人の集団がルーマニア人にとって明白な脅威であると説き、ユダヤ人がルーマニアの若い女性の純潔を脅かしていると主張し、人種隔離を支持する運動を始めていた。
1919年末、コドレアヌは電気技師のコンスタンチン・パンクーによって結成された短命のGarda Conștiinței Naționale (GCN）に参加した。パンクーはコドレアヌに大きな影響を与えた。パンクーの運動は、当初のメンバーが40人を超えることはなく、プロレタリアートの中で忠誠心を復活させようとした（一方で、労働権の向上を主張することによって共産主義への代替案を提示した）。 他の反動的なグループと同様に、それはアレクサンドル・アヴェレスク将軍と彼のますます人気のある人民党（クーザはその一員となった）の暗黙の支持を獲得した。1920年にアヴェレスクが政権に就くと、大都市圏における社会問題の新しい時期を生み出した。コドレアヌが民族主義的労働組合の核を見いだしたGCNは、ストライキの鎮圧に積極的に取り組むようになった。これに対して、コドレアヌはアレクサンドル・ヨアン・クザ大学から追放されることになる。大学元老院の決定を尊重しないクーザらの仲裁で復帰が許されたが、卒業後に卒業証書が授与されることはなかった。
1922年にベルリンとイエナに留学したコドレアヌは、ワイマール共和国に批判的な態度をとり、ローマ進軍とイタリアのファシズムを大きな成果として賞賛し始めた。12月に、政府がユダヤ人の完全解放を認めようとしたことに端を発するルーマニア学生の大抗議を知り、彼は滞在を切り上げることにした。コドレアヌが組織した抗議活動が国民自由党の新政権から関心を持たれなかったため、彼とクーザはキリスト教民族主義者団体「国家キリスト教擁護同盟」を設立した（1923年3月4日）。彼らは1925年に『シオンの長老の議定書』として知られる反ユダヤ主義的なデマの翻訳者であり、後に同盟の思想家となるイオン・モツァが加わった。コドレアヌはその後、全国レベルで同盟を組織する任務を与えられ、特にその青年事業に夢中になるようになった。
1923年憲法の下でユダヤ人に完全な市民権が与えられると、連盟はヤシ・ゲットーを襲撃し、ブカレストの政府に請願するグループを率い（無関心で受け入れられた）、最終的に首相イオン・I・C・ブランティアヌと他の政府メンバーの暗殺を決定した。コドレアヌは、いくつかの死のリストの最初のものを作成し、そこには彼がルーマニアを裏切ったと信じる政治家の名前が記されていた。1923年10月、コドレアヌは仲間の一人に裏切られ、逮捕され、裁判にかけられた。ルーマニアの法律では、明確な日付が定められていない陰謀の起訴は認められていなかったため、彼と他の計画者たちはすぐに無罪となった。陪審の審議が終わる前に、イオン・モツァは裏切り者を射殺し、自らも実刑判決を受けた。

### 政治的暴力
11月、ブカレストの刑務所にいたコドレアヌは、連盟の中に青年組織を作ることを計画し、大天使ミカエル軍団と呼ぶことを目指していた。これは、刑務所の教会の壁に飾られていた正教会のイコンに敬意を表していると言われ、より具体的には、大天使の訪問を受けたというコドレアヌの報告に基づいていた。また、個人的な問題によりコドレアヌとクザの関係は冷え込んでいた。それは、クザの息子がコドレアヌの妹と関係を持ち彼女を妊娠させていたというものだった。スキャンダルはもみ消されたが、妹に隠し子がいるという事実は、家族を正教会の模範的な信者として見せたいコドレアヌにとって深い屈辱であり、彼は息子に妹と結婚するようクザに圧力をかけようとしたが失敗した。
ヤシに戻ると、コドレアヌは連盟の中で独自の忠誠のシステムを作り上げ、Frăția de Cruce（「十字架の兄弟団」）を創始した。1924年5月6日に、学生センターの建設に着手してヤシ周辺の田舎に集合した。この集会はルーマニア警察の県知事コンスタンチン・マンチウの命令によって当局によって暴力的に破壊された。コドレアヌと他の数人は、数日間殴られて拷問を受けた。政治活動から距離を置いた後、コドレアヌはマンチウに復讐し、10月24日にヤシ法廷ビル（コドレアヌの同志の1人が告訴した後、マンシウが告発に答えるために呼ばれた場所）で彼を暗殺し、他の警官数人に重傷を負わせた。鑑識の結果、マンチウは死の瞬間、殺人者と向き合っていなかったことが判明し、コドレアヌは、マンチウの以前の行動から、自分は正当防衛であると考えたことを示した。コドレアヌは銃を発射後すぐに自殺未遂をし、拘留中の裁判を待っている状態だった。 ヤシの警察は腐敗が蔓延していたため国民から不人気であり、多くの地元住民はマンチウの殺害をコドレアヌの英雄的行為と見なした。一方、ルーマニア議会では、農民党のパウル・ブジョルがこの問題を取り上げ、政治的暴力と扇動を扱う法律の見直しを最初に提案し、与党である国民自由党の承認を得て、12月19日にムルゼスク法（提案者のムルゼスクは法務大臣に任命されていたためこの名がついた）を可決した。間接的ではあるが、その最も顕著な効果は、ルーマニア共産党の禁止であった。10月から11月にかけて、国会議員たちの議論は白熱し、クザのグループが殺人事件の道徳的責任者として取り上げられた。ペトレ・アンドレイは「クザ氏が狙い、コドレアヌが撃った」と述べ、これに対してクザは無実を主張する一方で、マンチウの残虐性が暴力的な報復の正当な理由であると理論化している。
コドレアヌはヤシから離れたトゥルヌ・セヴェリンで裁判を受けたが、当局は中立的な陪審員を見つけることができなかった。その結果、コドレアヌは無罪判決を受けた。歓喜の帰還とエレナ・イリノイウとの派手な結婚式の後、コドレアヌはクザと2度目の衝突をし、フランスで休暇をとることで緊張を和らげることにした。

### 大天使ミカエル軍団の創設
1925年6月にフォクシャニで行われたコドレアヌとエレナ・イリノイウの結婚式は、その年のルーマニアの主要な社会的イベントであった。結婚式後、コドレアヌと彼の花嫁は、3千台の牛車で4マイルにわたる農民の行列に続いた。コドレアヌの支持者の1人は「当時、ルーマニア人は王室の見世物、特に王室の結婚式を好むが、皇太子カロルは1918年に私的な結婚式で先に駆け落ちして平民と結婚し、その後ギリシャで王室の結婚式を行ったため、コドレアヌの結婚式はルーマニア国民が見たがっていた王室の結婚式に代わる最高のものだった」と書いている。コドレアヌの結婚式は、それまでのロマンチックで落ち着きのない、バイロン的な英雄のイメージから、より落ち着いた既婚者のイメージに変え、それによって彼の社会的急進主義に対する保守的なルーマニア人の懸念を払拭することを意味していた。
コドレアヌはグルノーブルから戻り、1926年の選挙に参加し、フォクシャニ町の候補者として立候補した。1927年11月、ライバルであるクーザを支持し続けたアヴェレスク新内閣が倒れた数日後、コドレアヌは獄中で過ごした連盟の元メンバーを集め、軍団結成の夢を実現する。コドレアヌは大天使ミカエルの幻影を見たと主張し、彼は自分がルーマニアの救世主として神に選ばれたことを告げた。 当初から、東方正教会の価値観への献身が軍団のメッセージの中核であり、コドレアヌの主張する幻影は彼のメッセージの中心的なものであった。この運動は、ルーマニアが「ユダヤ人問題」に直面していると主張し、ユダヤ人の存在が野暮とポルノで繁栄していると宣言したことから、すぐに反ユダヤ主義で注目された。彼らは、ルーマニアと神の間の直接的なつながりだと主張するものを破壊しようとするユダヤ人を非難し、軍団は旧約聖書のヘブライ人と現代のユダヤ人の間に実際のつながりはないという考えを支持して運動を展開した。ある例では、ルーマニア人の起源に言及して、コドレアヌはユダヤ人が「我々の民族のローマ・ダキア構造」を堕落させていると述べた。イスラエルの歴史家ジャン・アンセルは、19世紀半ば以降、ルーマニアの知識人は「西洋とその価値に対して分裂的な態度をとっている」と書いている。 曰く、ルーマニアの知識人の多くは民主主義、自由、人権の普遍的な魅力に関するフランスの考えを信じていると公言していたが、同時にルーマニアの少数派のユダヤ人に対する反ユダヤ的な見解を持っていた。アンセルは、コドレアヌは知識人の一般的なフランコフィリアだけでなく、ルーマニアを破壊するために設計された「ユダヤ人の発明」とコドレアヌが主張している普遍的民主主義の価値の枠組み全てを拒否した最初の重要なルーマニア人であった、と書いていた。
彼は公然とユダヤ人の破壊を呼びかけ始め、1927年には早くも新しい運動はオラデア市のシナゴーグの略奪と焼却を組織した。 このようにルーマニア社会における反ユダヤ主義の並外れた人気から利益を得ていた。ある分析によれば ルーマニアはポーランドを除いて、東ヨーロッパで最も反ユダヤ主義の国だったのだ。コドレアヌのメッセージは、ルーマニアの反ユダヤ主義の最も過激な形態の一つであり、クザの元同僚で著名な歴史家ニコラエ・ヨルガの一般的により穏健な反ユダヤ主義の見解と対照的だった。軍団の支持するモデルは人種反ユダヤ主義の一形態であり、ルーマニア人は近隣または同居の民族（ハンガリーを含む）に対し生物的に異なり優れているというコドレアヌの理論の一部を構成するものだった。コドレアヌはルーマニアの拡張主義の問題についても考えを述べており、ドニエステルの向こうのソ連の土地（後にトランスニストリアという名称で併合された地域）の編入やカルパチア山脈とドナウ川を中心としたルーマニア主導の国境を越えた連邦の計画を思案していたことが示されている。
1936年、コドレアヌは「民族の復活」と題するエッセイを発表し、次のように書いている。
「もう一度強調しておきますが、私たちが直面しているのは、偶然ここに上陸して保護と避難を求めている少数の哀れな人たちではありません。私たちが直面しているのは、本格的なユダヤ人国家であり、征服を目論んでここにやってきた軍隊です。ユダヤ人の移動とルーマニアへの侵入は、綿密な計画に基づいて行われています。おそらく「大ユダヤ評議会」は、バルト海を起点にポーランドとチェコスロバキアの一部、ルーマニアの半分を黒海まで包含する一帯に新パレスチナの建設を計画しているのです......。ユダヤ人と政治家が我々にした最悪のこと、彼らが我々の国民をさらした最大の危険は、彼らが我々の国の富と財産を奪い、ルーマニアの中産階級を破壊していることでも、彼らが我々の学校や自由な職業を席巻していることでも、彼らが我々の政治生活全体に与えている悪質な影響でもなく、むしろ彼らが人種的に私たちを蝕んでいること、私たちの人々の人種的、ローマ・ダキア的構造を破壊し、人種的な残骸以外の何ものでもない人間のタイプを呼び起こしていることです。」
様々な論者たちによれば、コドレアヌは、農村で最も大きな支持を獲得していた。ペインは、軍団が大学への入学者から利益を得ていたことを指摘し、隊長と彼の弟子のネットワークを「学生と貧しい農民の革命的同盟」として描写し、それは「急進的ナショナリズムに傾倒する新しい失業中の知識人」を中心にしていた。したがって、新しく設立された運動の特徴はその団員の若さであり、後の記録では軍団の幹部の平均年齢は27.4であると示されている。その頃までには反資本主義者でもあったコドレアヌは、経済的自由主義と共産主義の共通の源泉をユダヤに見出し、どちらもユダヤの陰謀によって操られた国際主義勢力とみなしていた。近代化と物質主義の反対者として、彼は自分の運動の経済目標が非マルクス的形態の集団主義を意味していると曖昧に示すのみで、信者が種々の協同組合を設立する取り組みを主宰していた。

### 非合法化と議席獲得
2年以上の停滞の後、コドレアヌは運動の目的を修正する必要性を感じていた。彼と運動の指導者は農村地域を回り始め、教会に通う無学な人々に説教をかけ、長い白いマントに身を包み、ユダヤ教に対するキリスト教徒の偏見を扇動した（この激しいキャンペーンには、伝統的に受容的なモルダビアとブコヴィナの中心地で軍団がすぐにクザの連盟に横取りされたという事実も背景にあった）。1928年から1930年にかけて、アレクサンドル・ヴァイダ・ヴォエヴォド国民農民党内閣は黙認していたが、ユリウ・マニウ（同党代表）は1930年7月以降、軍団を取り締まった。1930年の顕著な事件では、軍団員はボルシュアの農民に対し、町の4000人のユダヤ人を攻撃するよう奨励した。コドレアヌは、暗殺を企てたゲオルゲ・ベザとともに一時的に逮捕されたが、裁判にかけられ無罪となった。それにもかかわらず、暴力の波とベッサラビアへの行進の計画は、首相Gheorghe Mironescuと内務大臣Ion Mihalacheによる党の非合法化をもたらした。1931年1月に再び逮捕され、コドレアヌは2月末に無罪となった。
ルーマニアの大恐慌とそれが引き起こした不満によって後押しされ、1931年には、軍団はカロル2世と国民農民党の不和にも支えられ、ニコラエ・ヨルガを中心とした内閣が成立すると、コドレアヌは「コルネリウ・ゼレア・コドレアヌグループ」（衛兵の仮称）の名簿で、彼の父イオン・ゼレアや、最終的に軍団と対立した若い活動家ミハイ・ステレスクなど、元の運動の他の有力メンバーとともに下院議員に選出された。軍団は全部で5議席を獲得し、その最初の重要な選挙での勝利を示していた。コドレアヌは、すぐに大臣や他の政治家の汚職をその都度暴くことで有名になった（ただし、当時の政敵の何人かは彼を「淡白で無能」と評していた）。

### ドゥカとの衝突とタタレスクとの和解
1932年に起きた2人の小さな衝突をきっかけに、1933年からほぼ10年間、軍団は大きな政治的暴力に見舞われることになる。コドレアヌがアドルフ・ヒトラーとナチズムへの全面的な支持を表明したことで状況は悪化した（イタリアのファシズムを害するものでさえあり、おそらく隊長とステレスクの間の対立の追加要因となった）。ルーマニアは伝統的にヨーロッパで最も親仏派の国の一つで、1926年からその「ラテンの姉妹」フランスと同盟していたので、ドイツとの同盟を呼びかけることは当時にとっては非常に新奇なものであった。イオン・G・ドゥカが組閣した国民自由党新内閣は、こうした構想に反対し、軍団はドイツのナチ党の傀儡として活動していると述べ、1933年の新選挙（自由党が勝利）の直前に大量の軍団員を逮捕するよう命じた。拘束された軍団員の一部は当局によって殺害された。報復として、ドゥーカは1933年12月30日に鉄衛団のニカドリの死の部隊によって暗殺された。ドゥカの殺害により、コドレアヌは身を隠して冷静さを待ち、Gheorghe Cantacuzino-Grănicerul将軍に指導権を委ねたが、彼は後に暗殺の罪を一部負うことになる。軍人のミハイ・ステレスクは、後に分派グループ「ルーマニア主義の十字軍」の代表としてコドレアヌの敵となった。エリートに対するコドレアヌの攻撃にもかかわらず、1934年の彼の裁判では、ゲオルゲ・I・ブラティアヌ、アレクサンドル・ヴァイダ・ヴォエヴォド、コンスタンティン・アルジェトイアヌといった多くの尊敬される政治家がコドレアヌのために証人として証言した。コドレアヌは再び無罪とされた。
ドゥカが主張したように、鉄衛団はアルフレッド・ローゼンベルクの下でナチス党の外務省とのいくつかのつながりを持っていたが、1933年から34年にかけて、ローゼンベルクからの財政支援の主な地元受益者は、コドレアヌのライバルだったオクタヴィアン・ゴガで、彼にはコドレアヌのように大衆からの支持がなく、したがって、より入札しやすい人であった。ナチスにとっての更なる問題は、ルーマニアには自国の利益のために少数民族が多すぎるというコドレアヌの発言に対する懸念であり、それはコドレアヌが権力を握った場合、少数民族のドイツ人を迫害するのではないかという懸念につながった。限定的ではあるが、NSDAPと鉄衛団の間のつながりは、鉄衛団の存在が、明らかに劇的に成功しているナチスドイツの社会と人々の心に結びついていたことから軍団の魅力に拍車をかけることになった。
ゲオルグ・タタレスクの首相就任とIon Inculețの内務省指導が始まってしばらくすると、軍団の弾圧が停止されたが、これは新しい安定期を確保しようとするカロル2世の希望を反映した措置であった。1936年、トゥルグ・ムレシュで開催された青年会議において、コドレアヌは常設の死の部隊の結成に同意し、デチェンヴィリ（Ion Caratănaseが率いる）と呼ばれるグループによる反体制派のミハイ・ステレスクの殺害でその目的をすぐに明らかにすることとなった。1937年は、スペイン内戦でフランシスコ・フランコ側に志願し、マジャダホンダの戦いで死亡したイオン・モツァ（当時、運動の副会長）とヴァシレ・マリンの死と派手な葬儀によって特徴付けられた。コドレアヌはまた、自伝的かつ思想的エッセイ・Pentru legionari（"For the Legionnaires "or "For My Legionnaires"） を出版していた。

### 政党”全ては国のために”
準軍事組織が禁止された後、軍団は政党に改組され、選挙ではTotul Pentru Țară（「全ては国のために」）として立候補した。その後まもなく、コドレアヌは東ヨーロッパにおけるルーマニアの同盟、特に小協商とバルカン条約を軽蔑していると公言し、48時間後に、ルーマニアはナチスドイツとファシストイタリアと同盟することになると宣言した。 1937年の選挙では、政府が選挙違反を利用することを防ぐ目的で国民農民党と選挙協定を結び、軍団は15.5%の得票率を得た。過半数の獲得には失敗したものの、コドレアヌの運動は当時、ルーマニアで3番目に人気があり、1937-1938年に人気が上昇した唯一の政党で、断然最も人気のあるファシスト集団であった。軍団は、新たに結成された従属運動や復活した国家キリスト教防衛同盟を好んだカロルによって政治連合から排除された。 クザはオクタヴィアン・ゴガと彼の属するPNCとともに反ユダヤ主義政権を作り上げ、オクタヴィアン・ゴガは第37代ルーマニア王国首相に就任した。コドレアヌと2人の指導者は仲が悪く、軍団はコーポラティズムを採用することによって当局と競合し始めた。並行して、ニコラエ・ヨルガが「ユダヤ人問題」の解決策としてルーマニア人による商業を主張したことから、その助言に従って、私企業の設立を信奉者に促した。国民キリスト教党として統一された新政府同盟は、軍団から多くを借りた青いシャツの準軍事部隊-Lăncieri-を自らに与え、ユダヤ人迫害の公式キャンペーンを開始し、鉄衛団に対する国民の関心を取り戻そうとした。多くの暴力の後、コドレアヌはゴガに接触し、1938年に予定されていた選挙で自分の党が選挙活動から撤退することに同意し、いずれにせよ、政権には実行可能な解決策がなく、消耗してしまうと考え、一方で、可能な一党制の統合に意欲を示すことによって王の権威主義から利益を得ようと試みていた。

### カロル2世との衝突と1938年の裁判
コドレアヌの構想はカロルによって覆され、国民政府を作ろうとしたゴガを退陣させ、自らの王室独裁政権を導入した。この体制は、1938年の新憲法、大企業からの資金援助、ニコラエ・ヨルガや内務大臣アルマンド・カリネスクなど、多少とも伝統的な政治家を獲得することに依存したものであった。鉄衛団の禁止は再び厳しく執行され、カリネスクは軍団の集会が行われていたことが知られているすべての公共の場所（ブカレストのいくつかのレストランを含む）を閉鎖するよう命じた。運動のメンバーは、新しい法律に従わない場合には、綿密に監視されたり逮捕され、公務員は、鉄衛団のプロパガンダを流すことがバレると逮捕の危険にさらされていた。公式・半公式のマスコミはコドレアヌを攻撃し始めた。1938年3月26日にコドレアヌがイオルガに送った手紙には、ヨルガを「道徳的に不誠実な人物」と呼び、カロルと協力しているとして攻撃していることが書かれていた。ついにニコラエ・ヨルガはコドレアヌを誹謗中傷の罪で法廷に告訴した。起訴を知らされたコドレアヌは、自分が6カ月以下の懲役になるのであれば何も行動を起こさないよう信奉者に促し、尊厳の例を示したいと強調した。しかし、当局による襲撃に備えて軍団員に自分を守るよう命じたこともあった。 彼は、44人の著名な運動メンバーと共に、4月16日の夕方に逮捕された。弾圧は正教会のエルサレム入城の日（対象者が家にいることが知られていた）の祝いと重なった。 ルーマニア警察がしばらく滞在した後、コドレアヌはジラバ刑務所に、他の囚人はティスマナ修道院（後にミエルクレア＝チュクのものなどの強制収容所に送られた）へ送られた。コドレアヌは誹謗中傷の罪で裁判にかけられ、6ヶ月の懲役を言い渡された後、当局は扇動、未成年の学生を政治的に組織した罪、暴力を扇動する命令を出した罪、外国の組織とのつながりを維持した罪、放火を組織した罪で起訴した。 裁判でコドレアヌを支持する証拠を提出した人の中で最も有名なのは、後にルーマニアの首相となるイオン・アントネスク将軍であった。
この2つの裁判は不正に満ちており、コドレアヌは自らの弁護のための発言を許されなかったことから、裁判官と検察官が「ボルシェビキ」的に裁判を行ったと非難した。 彼は著名な弁護士イストラーテ・ミチェスクとグリゴーレ・ユニアンに弁護を依頼したが、両者に断られ、結果として彼の弁護団は経験の少ない軍団の活動家たちによって構成されてしまった。彼らは当局によって弁論を準備することを何度も妨げられた。 彼の投獄条件は当初過酷で、彼の独房は湿っていて寒く、それが彼の健康問題の原因となった。

### 処刑
コドレアヌは最終的に10年間の労働刑を宣告された。歴史家のイラリオン・ツィウ(Ilarion Țiu)によれば、裁判と判決は一般的に無関心で受け取られ、それに関連して公的な集会を組織したと考えられる唯一の政治団体は非合法のルーマニア共産党で、そのメンバーの一部は法廷前に集まり、有罪判決への支持を表明していた。裁判の結果、軍団運動自体が混乱し、軍団の地方組織が、逮捕によって弱体化した中央を統制するようになった。体制側の主要支部がコドレアヌの判決のニュースを歓迎すると、鉄衛団は、運動の過激さに反対を表明していることで知られた国民農民党のヴィルジル・マジャルを標的に報復攻撃を行った（マジャルはなんとか無傷で済んだ）。コドレアヌはジラバからドフタナ刑務所に移され、そこでは判決にもかかわらず、いかなる形の肉体労働も要求されなかった。彼の拘留条件は改善し、家族や部下と定期的に連絡を取ることが許された。当時、彼は脱走の可能性をすべて否定し、軍団に暴力行為の自制を命じた。また、イオン・アントニウ、イオン・ベルガエ、ラドゥ・ミロノヴィチ、ヨルダーケ・ニコアラ、ホリア・シマからなる暫定指導部が組織された。しかし暫定指導部はコドレアヌの意に反し、彼が刑務所内でひどい目に合っていると発表し、さらなる報復を予告し、刑務所スタッフは侵入を防ぐ手段としてセキュリティを強化した。
秋になると、ナチス・ドイツの中欧への進出が成功し、軍団に勢いを与えるようになり、さらにミュンヘン協定と第一次ウィーン裁定が国際的な背景となったため、その秘密指導者は自信を深め、カロル国王を脅かすマニフェストを発表した。迫害を免れた、あるいはそもそも省かれた鉄衛団のメンバーは、ルーマニアとナチスドイツの暫定的な接近を阻止する手段として、ベルクホーフでのカロルのヒトラーへの訪問に合わせた暴力的なキャンペーンをルーマニア全域で開始した。ヒトラーが軍団の支援を決定しないことを確信し、事件に苛立ったカロルはコドレアヌの処刑を命じた。

11月30日、コドレアヌ、ニカドリ、デチェンヴィリが前夜に拘束から逃れようとして射殺されたことが発表された。実際の詳細はずっと後になって明らかにされた。14人の人々は刑務所から移送され、トゥンカベシュティ（ブカレスト近郊）あたりで国家憲兵隊によって処刑（絞殺または絞め殺され銃殺）され、彼らの遺体はジラバ刑務所の中庭に埋められた。彼らの遺体は酸で溶解され、7トンのコンクリートの下におかれた。
1. ↑  ルーマニア語：Căpitanul
2. ↑  Corneliu Codreanu
3. ↑  Casa Verde